# McLaren M7A
La McLaren M7A è una monoposto di Formula 1, costruita dalla casa inglese automobilistica McLaren per partecipare al Campionato mondiale di Formula 1 1968 e Campionato mondiale di Formula 1 1969. La vettura fu occasionalmente impiegata anche nelle stagioni 1970 al 1971.

## Descrizione

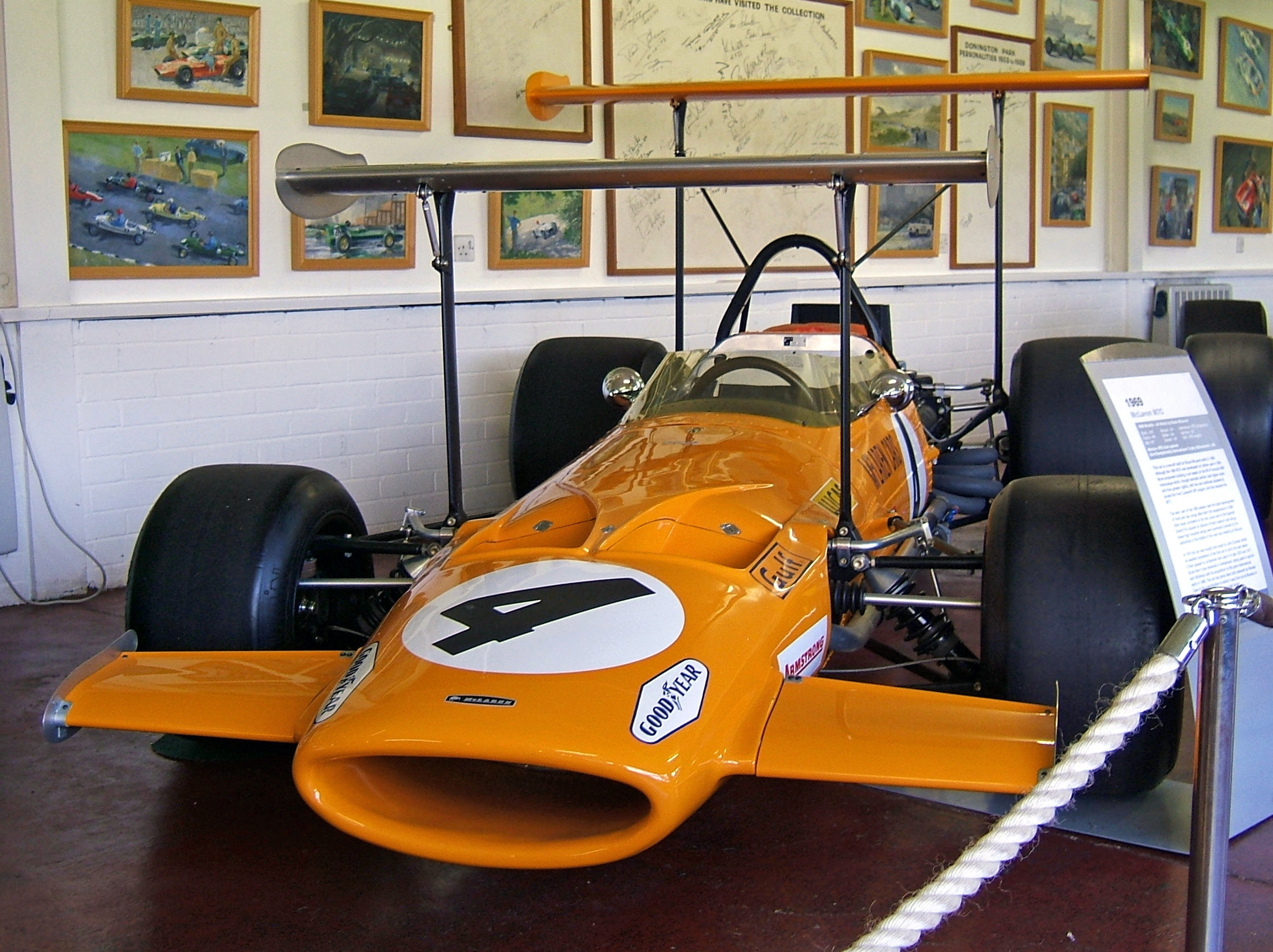
McLaren M7C del 1969

Progettato da Robin Herd e Gordon Coppuck, l'M7A è stata la prima McLaren a montare il motore Ford Cosworth DFV, che è stato utilizzato dalla scuderia fino al 1983. La vettura ha subito tre evoluzioni durante la sua carriera. La M7B aveva i serbatoi del carburante montati fuoribordo, l'M7C era dotata invece di un telaio modificato, mentre la M7D era dotata di un motore Alfa Romeo.
La M7A ha contribuito nel 1968 al posizionamento della scuderia inglese al secondo posto nel Campionato Costruttori.